# 李昌祺
李 昌祺（り しょうき、1376年 - 1452年）は、明代の官僚。名は禎、字は昌祺で、字をもって通称された。号は僑庵・白衣山人・運甓居士。本貫は吉州廬陵県。

## 生涯
1376年（洪武9年）6月26日、李伯夔と劉氏の子として生まれた。1404年（永楽2年）、進士に及第し、翰林院庶吉士に任じられた。『永楽大典』の編纂に参加した。のちに礼部主客司郎中に抜擢され、広西左布政使に転じた。父が死去したため、辞職して喪に服した。1425年（洪熙元年）、河南左布政使として起用された。河南右布政使の蕭省身とともに狡猾な有力者を逮捕し、政務の停滞を解消し、災害に苦しむ貧者を救恤した。母が死去したため、辞職して喪に服した。1430年（宣徳5年）、河南で旱魃が起こったため、昌祺は喪が明けないうちに廷臣に復帰を要請され、河南左布政使に復職した。1436年（正統元年）、三事を上書して、いずれも裁可された。1439年（正統4年）4月、致仕した。1452年（景泰3年）3月25日、死去した。享年は77。著書に『容膝軒草』・『運甓漫稿』があった。